# Fadi Chehadé

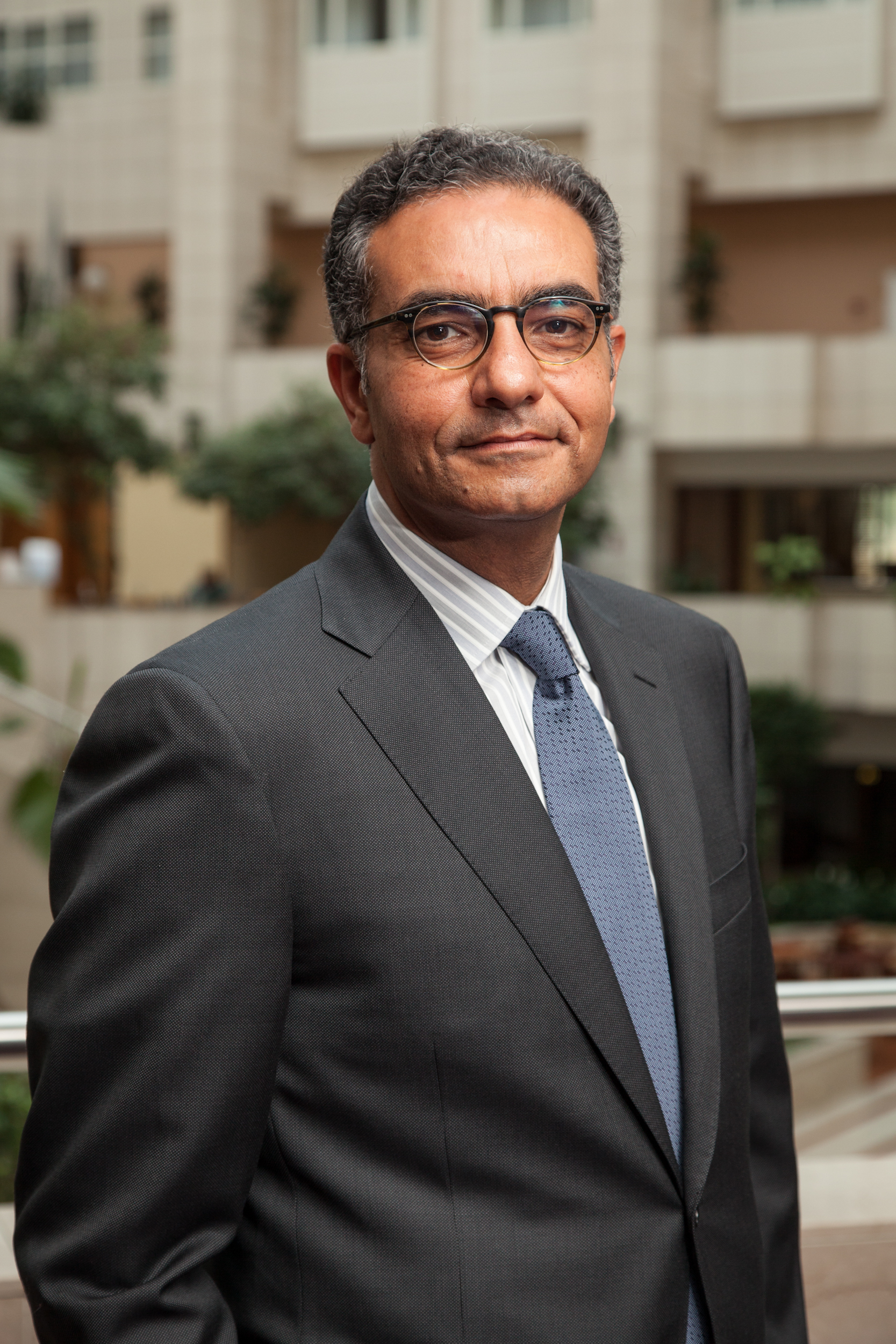
Fadi Chehadé (2012)

Fadi Chehadé (* 1962 in Beirut, Libanon) ist Gründer von RosettaNet, Chehadé & Company und war Geschäftsführer (Chief Executive Officer) der ICANN, welche die Vergabe von einmaligen Namen und Adressen im Internet koordiniert.

## Leben
Chehadé wuchs als Sohn ägyptischer Eltern im Libanon auf, bis er 1980 in die USA auswanderte. 1985 erhielt er einen Bachelor in Informatik von dem Polytechnic Institute of New York University, 1986 einen Master als Wirtschaftsingenieur von der Stanford University. 1986 wurde er in die USA eingebürgert.
Nach einer Tätigkeit als Systemingenieur bei Bell Labs gründete Chehadé die Firma Nett Information Products, die Dienstleistungen zum B2B-Informationsaustausch basierend auf Lotus Notes anbot. Nach Aufkauf durch Ingram Micro im Jahr 1996 leitete Chehadé die Weiterentwicklung des Produkts zum Einsatz im Internet. 1997 gründete er RosettaNet, um in Zusammenarbeit mit mehreren Unternehmen im Bereich der Informations- und Kommunikationstechnik Standardformate für den B2B-Informationsaustausch zu entwickeln.
2000 verließ Chehadé seinen CEO-Posten bei RosettaNet, um über die 1999 von ihm gegründete Firma Viacore Produkte zum Supply-Chain-Management zu vermarkten. Nach Übernahme von Viacore durch IBM 2006 war Chehadé bis 2009 für IBM tätig, zuletzt als General Manager für IBM Global Technology Services für den nahen Osten und Nordafrika mit Standort in Dubai. Anschließend leitete Chehadé als CEO die Softwareunternehmen CoreObjects Software und später Vocado. Bei CoreObjects traf er Akram Atallah, der später eine leitende Position bei der ICANN innehatte.
2012 wurde Chehadé CEO der ICANN. Chehadé verlängerte seine Tätigkeit bis März 2016 und wurde anschließend von Göran Marby abgelöst.
Als Unternehmensberater mit seiner Firma Chehadé & Company war er für Ethos Capital tätig. Im Juli 2020 wurde bekannt, dass er co-CEO der Investoren-Gruppe ist.  
Chehadé ist verheiratet, das Paar hat zwei Söhne.